# 呂安妮事件
呂安妮事件，是1995年從國立臺灣大學商學研究所博士班入學口試爭議引申爆發婚外情的社會事件。由於當事男主角是台塑集團總裁王永慶的長子王文洋，故相當受到大眾矚目。

## 事件經過
1995年，王文洋時任臺大管理學院MBA兼任副教授，呂安妮就讀臺大商學研究所碩士班，為王文洋的指導學生。呂安妮論文題目為《臺灣工程塑膠產業分析與競爭策略之研究》。當年呂安妮報名參加臺大商學研究所博士班入學考試，初試筆試是第一名通過，但是複試口試結果名落孫山。呂安妮控訴口試委員之一的台大教授洪明洲考試不公、企圖性騷擾，並在作家李敖的陪同下公開電話錄音帶等證據，呂安妮甚至前往教育部抗議、要求討回公道，震撼學術界和教育界。
經過《獨家報導周刊》私下跟拍追蹤，發現呂安妮和王文洋關係甚密；不久，《獨家報導周刊》封面刊登兩人合拍的藝術照，婚外情方傳開於世。呂安妮無法就讀博士班後，寫一封萬言書給王永慶，表達希望得到王永慶成全戀情，遭王永慶反對。資深媒體人指出，呂安妮上萬言書說王永慶可以娶三娘，王永慶可以有外遇，為什麼兒子不行？王永慶氣壞了！這件事情真的讓王永慶生氣的原因，是呂安妮不但把事情鬧大了，並且居然鬧到王永慶的頭上。最後王文洋離開台塑集團，創業成立「宏仁集團」，呂安妮擔任宏仁集團特別助理，兩人育有一子王銓勱。兩人在2017年宣告分手。
邱毅亦因協助呂安妮指控洪明洲不當行為，被洪明洲控告誹謗。台北地方法院在1996年宣判洪明洲勝訴，邱毅被判拘役20天得易科罰金。洪明洲亦控告《獨家報導周刊》誹謗，求償新台幣四千萬元；2001年最高法院宣判洪明洲勝訴，但賠償金額降為新台幣150萬元。

## 影響
- 王文洋為王永慶長子，本來可望出任台塑第二代總裁；然而事件爆發後，王文洋離開台塑核心，台塑接班位子有所更動，即今日的王文淵為首的七人決策小組。尤其王永慶逝世後，王文洋回鍋機會微乎其微。

- 事件爆發後大多數人多半傾向同情王文洋的元配陳靜文（陳怡靜）。陳靜文在2007年6月中旬罹患胃癌辭世、享年60。2010年王文洋為長子王泉仁舉辦婚禮時，呂安妮雖到場但不能與家族成員同坐，更不能到王永庆和三位夫人同坐的主桌敬酒。

- 2007年王文洋接受中天電視台《沈春華Life show》專訪時提及呂安妮，直言不會娶她，也不打算再結婚。